# Мгвагва Гамедзе
Мгвагва Гамедзе (сваті Mgwagwa Gamedze) — політичний діяч з Есватіні, що з 28 вересня 2023 по 4 листопада 2023 виконував обов'язки прем'єр-міністра. На його заміну призначили Рассела Дламіні, колишнього виконавчого директора Національного агентства з керування надзвичайними ситуаціями.

## Політична кар'єра
З 2013 по 2018 два строки поспіль був міністром, обіймавши посади міністра юстиції та конституційних справ, міністра внутрішніх справ та міністра зовнішніх справ та міжнародної співпраці. До того як 28 вересня  2023 року король Мсваті III призначив його виконувачем обов'язків прем'єр-міністра, був головою офісу короля Есватіні.